# Космополита без корена
Космополит без корена (рус. безродный космополит) био је пежоративни совјетски епитет који се углавном односио на јеврејске интелектуалце као оптужбу за недостатак оданости Совјетском Савезу, посебно током антисемитске кампање 1948–1953. Ова кампања је имала своје корене у нападу Јосифа Стаљина 1946. на писце који су били повезани са „буржоаским западним утицајима“, који је кулминирао „разоткривањем“ непостојеће завере лекара 1953.

## Порекло
Израз је сковао у 19. веку руски књижевни критичар Висарион Белински да би описао писце којима је недостајао руски национални карактер.

## Употреба под влашћу Стаљина
Према новинарки Маши Гесен, сажета дефиниција космополите без корена појавила се у издању Вопроси истории (Питања историје) 1949. године: „Космополита без корена [...] фалсификује и погрешно представља светску историјску улогу руског народа у изградња социјалистичког друштва и победа над непријатељима човечанства, над немачким фашизмом у Великом отаџбинском рату“. Гесен наводи да је термин који се користи за „Руси“ ексклузивни термин који означава само етничке Русе и стога закључују да је „сваки историчар који је занемарио да пева хвалоспеве херојским етничким Русима [...] био вероватан издајник“.
Овај израз се и даље сматра антисемитском етикетом.